# Кортленд (округ, Нью-Йорк)
Шаблон:StateAbbr_ 42°36′00″ пн. ш. 76°04′00″ зх. д. / 42.6° пн. ш. 76.066666666667° зх. д.
Округ Кортленд (англ. Cortland County) — округ (графство) у штаті Нью-Йорк, США. Ідентифікатор округу 36023.

## Історія
Округ утворений 1808 року.

## Демографія
За даними перепису 
2000 року 
загальне населення округу становило 48599 осіб, зокрема міського населення було 26820, а сільського — 21779.
Серед мешканців округу чоловіків було 23479, а жінок — 25120. В окрузі було 18210 домогосподарств, 11619 родин, які мешкали в 20116 будинках.
Середній розмір родини становив 3.
Віковий розподіл населення поданий у таблиці:
| Стать    | До 15 років | 15-21 | 22-29 | 30-39 | 40-49 | 50-65 | 65-85 | Понад 85 |
| -------- | ----------- | ----- | ----- | ----- | ----- | ----- | ----- | -------- |
| Чоловіки | 4876        | 3397  | 2428  | 3291  | 3459  | 3548  | 2257  | 223      |
| Жінки    | 4607        | 3933  | 2462  | 3372  | 3469  | 3701  | 3012  | 564      |

## Суміжні округи
- Онондага — північ
- Медісон — північний схід
- Ченанго — схід
- Брум — південь
- Томпкінс — захід
- Тайога — південний захід
- Каюга — північний захід

## Виноски
1. ↑  U.S. Decennial Census. United States Census Bureau. Архів оригіналу за 26 квітня 2015. Процитовано 3 січня 2015.
2. ↑  Historical Census Browser. University of Virginia Library. Архів оригіналу за 11 серпня 2012. Процитовано 3 січня 2015.
3. ↑  Population of Counties by Decennial Census: 1900 to 1990. United States Census Bureau. Архів оригіналу за 19 лютого 2015. Процитовано 3 січня 2015.
4. ↑  Census 2000 PHC-T-4. Ranking Tables for Counties: 1990 and 2000 (PDF). United States Census Bureau. Архів оригіналу (PDF) за 18 грудня 2014. Процитовано 3 січня 2015.
5. ↑  State & County QuickFacts. United States Census Bureau. Архів оригіналу за 1 березня 2016. Процитовано 11 жовтня 2013.(англ.) Наведено за англійською вікіпедією.
6. ↑  American FactFinder. Бюро перепису населення США. Архів оригіналу за 29 липня 2011. Процитовано 31 січня 2008.

| США | Це незавершена стаття з географії США. Ви можете допомогти проєкту, виправивши або дописавши її. |